# Baradla Rövid-Alsó-barlang
A Baradla Rövid-Alsó-barlang a Baradla–Domica-barlangrendszer alsó barlangszintje. Magyarország megkülönböztetetten védett barlangjai között van. Az Aggteleki Nemzeti Parkban található. A barlang az Aggteleki-karszt és a Szlovák-karszt többi barlangjával együtt a világörökség része. Az Aggteleki-karszt 9. leghosszabb barlangja.

## Leírás
Bejárata Jósvafő szélén, a Jósva-forrás helyén épített táróból, 218,4 méter tengerszint feletti magasságban nyílik. Függőleges kiterjedése 20 méter. Triász alsó-anisusi gutensteini mészkőben, illetve néhány helyen dolomitos mészkőben jött létre.
A Baradla-barlang főága ma már nem rendelkezik állandó vízfolyással, a rendszer vízgyűjtőjéről érkező karsztvizet az alsó barlangok vezetik a Jósvafő határában található forrásaikhoz. A Baradla-barlangnak két egymástól hidrológiailag független alsó barlangja van. Az 1000 méter hosszúságban ismert Baradla Rövid-Alsó-barlang és a 235 méter hosszan ismert, de a barlang alá hosszabban, egészen a Domicáig benyúló Baradla Hosszú-Alsó-barlang.
A két barlangot sokáig egynek hitték, ugyanis vizük egy helyen, a jósvafői Jósva-forrásban tör felszínre. A források különállósága csak 1955 óta ismert, amikor egy hatalmas árvíz kimosta a forrásterületet. A Baradla Rövid-Alsó-barlang forrása a Táró-forrás, amely ma már egy mesterségesen hajtott tárón keresztül jut a felszínre, külön a Baradla Hosszú-Alsó-barlang Medence-forrásától, amelynek másik neve Tó-forrás. A Táró-forrás vízhozama átlagosan 0,25 m³/p, árvizek idején pedig elérheti a 100 m³/p vízhozamot. Hőmérséklete átlagosan 9,8 °C. Látogatásához az Aggteleki Nemzeti Park Igazgatóság engedélye kell.
Az Aggteleki-karszt 9. leghosszabb barlangja, a Baradla-barlang, a Béke-barlang, a Szabadság-barlang, a Vass Imre-barlang, a Meteor-barlang, a Kossuth-barlang, a Danca-barlang és a Szabó-pallagi-zsomboly után.
Előfordul a barlang az irodalmában Alsó-Baradla (Bertalan 1976), Alsóbarlang (Jakucs 1957), Alsó-barlang (Jakucs 1957), Baradla Alsó-barlang (Takácsné 1987), Baradla-Alsóbarlang (Horváth 1976), Baradla-Alsó-barlang (Bertalan 1976), Baradla Alsó Cave (Takácsné, Eszterhás, Juhász, Kraus 1989), Baradla-Alsó Cave (Kordos 1977), Baradla Lower Cave (Kordos 1977), Rövid-Alsó-barlang (Takácsné, Juhász, Kraus 1989) és Short-Lower Cave (Takácsné, Eszterhás, Juhász, Kraus 1989) neveken is. 2003-ban volt először Baradla Rövid-Alsó-barlangnak nevezve a barlang az irodalmában.

## Kialakulás
A barlangfejlődés kései szakaszában járó Baradla-barlang idővel inaktívvá vált, elvesztette eredeti barlangi patakját. A barlang egykori vízfolyása alsóbb járatrendszert kezdett kialakítani magának. A barlangfeneket alkotó kőzet repedései között leszivárgó víz újabb járatokat oldott ki, de a leszivárgás mellett barlangi víznyelők is kialakultak, amelyek jelentős mennyiségű vizet képesek befogadni. A Baradla-barlang főágában már csak különösen nagy árvizek alkalmával jelenik meg vízfolyás, de szinte minden esetben legkésőbb az Óriás-terem alatti hatalmas víznyelőn át a Baradla Rövid-Alsó-barlangba távozik. Szintén a Baradla Rövid-Alsó-barlangba jut a Vörös-tói ágtól északra elhelyezkedő víznyelők által levezetett, valamint az erről a területről beszivárgó víz.

## Élővilág
A barlang állandóan víz által borított iszapjában él a mindeddig csak itt megtalált és itt leírt gilisztafaj, az Allolobophora mozsariorum Zicsi. Először Mozsáry Gábor figyelt fel a víz alatti járatok iszapjában élő gilisztákra 1972-ben, amikor további szifonok átúszásával újabb barlangrészeket tártak fel, majd a begyűjtött példányokkal felkereste Zicsi Andrást, aki új fajként azonosította azt. Addig is ismertek voltak víz alatt élő giliszták, amelyek elülső részüket iszapba fúrva, hátsó részükkel tölcsérező mozgást végeznek, így biztosítva az anyagcseréjükhöz szükséges friss vizet maguk körül (Allolobophora dubiosa), de barlangokban még soha nem találtak hasonló életmódot folytató változatot.

## Kutatástörténet
A Baradla-barlang legnagyobb kutatója Vass Imre is feltételezte az alsó barlang létét (1831), azért, mert a barlang kijárata és a Jósva-forrás egymáshoz nagyon közel található. A kor kutatói le is próbáltak jutni a barlang nagyobb víznyelőinek kibontásával, de nem jártak sikerrel. 1954-ben Jakucs László próbált bejutni az alsó barlangba, akkor még jelentős sikerek nélkül. Egy akna segítségével ugyan sikerült bejutni a barlangba, de ott azonnal mély vizű szifonok állták útját. Csak később derült ki, hogy valójában a Baradla Hosszú-Alsó-barlangba jutott be.
A véletlen 1955. augusztus 6-án sietett a kutatók segítségére, amikor is a Baradla-barlangon keresztül hatalmas méretű árvíz vonult le. A Jósva-forrásból feltörő víz kiszakította a forrás feletti út rézsűjét és egy hatalmas forráskrátert hozott létre, a kutatók meglepetésére két egymástól néhány méterre fakadó forrás helyét fedve fel. A két forrás eltérő vízhőmérséklete alapján felmerült, hogy nem is egy, hanem két különálló alsó barlangja van a Baradla-barlangnak, de ezt csak 1970-ben, vízfestési kísérletekkel bizonyította Szenthe István.
1957-ben tárót hajtottak a Tengerszem-szállóhoz vezető út alatt a Baradla Rövid-Alsó-barlang járható részéig, hogy a jövőbeli árvizek ne moshassák el többé a hegyoldalt és az utat. Még ebben az évben Jakucs László ezen át kezdte meg a barlang vizsgálatát, ahol vízzel teli szifonok sorozat találta. Először robbantások segítségével, majd búvárok segítségével próbáltak túljutni a szifonokon, de mindig újabbakat találtak maguk előtt. 1969-ben ismét az óriás-termi nyelő kibontásával próbálkoztak, és bár a Szenthe István által vezetett csapat 35 méteres mélységben elérte az alsó barlang szintjét, ott egy szifon akadályozta meg a továbbjutásukat.
1970-re ismét a forrás irányából próbálkozva már három szifont robbantottak le, a barlang körülbelül 200 m-es szakaszon vált búvárfelszerelés nélkül is járhatóvá. 1972-re az Amphora búvárai a további szifonok átúszásával már a 6. számú szifonig jutottak. Az 1976-ban befejezett és Bertalan Károly által írt Magyarország barlangleltára című kéziratban az olvasható, hogy az Aggtelek környéki Jósvafőn lévő Baradla-Alsó-barlang további elnevezései Alsó-barlang és Alsó-Baradla. A Tengerszem-tó és a Tengerszem-szálló között, a műút alatt elhelyezkedő táróból nyílik. A táróból víz folyik. A szifonos forrásbarlang 400 m hosszú és könnyűbúvár felszerelés használatával járható. A kézirat barlangot ismertető része 2 irodalmi mű alapján lett írva.
1976-ban vált országos jelentőségű barlanggá az 5400-as (Aggteleki-karszt) barlangkataszteri területen lévő, jósvafői Baradla-Alsó-barlang. A Bertalan Károly és Schőnviszky László által összeállított, 1976-ban megjelent Magyar barlangtani bibliográfia barlangnévmutatójában meg van említve az Aggteleki-karszton lévő és Baradlához tartozó barlang Alsó-barlang néven. A barlangnévmutatóban fel van sorolva 4 irodalmi mű, amelyek foglalkoznak a barlanggal. Az 1976-ban összeállított, országos jelentőségű barlangok listájában lévő barlangnevek pontosítása után, 1977. május 30-án összeállított, országos jelentőségű barlangok listáján rajta van az Aggteleki-karszton, Jósvafőn található barlang Baradla-Alsó-barlang néven.
Az 1977. évi Karszt és Barlang angol nyelvű különszámában megjelent, The longest and deepest caves of Hungary (December 31, 1975) című közleményből megtudható, hogy az Aggteleki-karszton fekvő, 400 m hosszú Baradla-Alsó Cave (Baradla Lower Cave) 1975. december 31-én Magyarország 30. leghosszabb barlangja. A 28. leghosszabb barlang (Szirén-barlang), a 31. leghosszabb barlang (Papp Ferenc-barlang) és a 32. leghosszabb barlang (Kecske-lyuk) szintén 400 m hosszú. Az 1977. december 31-i állapot szerint (MKBT Meghívó 1978. május) az Aggteleki-karszton lévő és 400 m hosszú Baradla-Alsó-barlang az ország 29. leghosszabb barlangja.
Az 1977. évi Karszt és Barlangban megjelent összeállítás alapján, 1977. december 31-én Magyarország 31. leghosszabb barlangja az Aggteleki-karszton elhelyezkedő, 1977. december 31-én, 1976-ban és 1975-ben kb. 400 m hosszú Baradla-Alsó-barlang. A 30. leghosszabb barlang (Lengyel-barlang), a 32. leghosszabb barlang (Papp Ferenc-barlang), a 33. leghosszabb barlang (Kecske-lyuk) és a 34. leghosszabb barlang (Szamentu-barlang) szintén kb. 400 m hosszú. Ez az összeállítás naprakészebb az 1978. májusi MKBT Meghívóban publikált listánál. 1980-ban új módszerrel, a szifonok kiszivattyúzásával próbálkoztak, így egészen a 8. szifonig be tudtak jutni a barlangba.
Az 1980. évi Karszt és Barlang 1. félévi számában publikálva lett, hogy a kiemelt jelentőségű Baradla-Alsó-barlang az 5400-as barlangkataszteri területen (Gömör–Tornai-karszt és Cserehát hegység) helyezkedik el. A barlangnak 5430/2. a barlangkataszteri száma. Az MKBT Dokumentációs Bizottsága a helyszínen el fogja helyezni, a többi kiemelt jelentőségű barlanghoz hasonlóan, a barlang fémlapba ütött barlangkataszteri számát. A barlangkataszteri szám beütéséhez alapul szolgáló fémlap ugyanolyan lesz mint a többi kiemelt jelentőségű barlang fémlapja. 1982-ben a Vörös Meteor TE Nautilus Vízalatti Barlangkutató Szakosztálynak volt kutatási engedélye a barlang kutatásához. Az 1982. szeptember–októberi MKBT Műsorfüzetben meg van említve, hogy az Aggteleki-karsztvidéken lévő Baradla-barlangrendszer (Baradla, Alsó-barlang) fokozottan védett barlang. A felsorolásban a barlangnevek az MKBT által jóváhagyott és használt helyesírás szerint, javított formában lettek közölve.
Az 1982-ben lebonyolított kéthónapos kutatótábor során összesen 13 szifont szivattyúztak ki. Ekkor eljutottak a barlang ma ismert végpontjára, az eredeti, lerobbantott szifonokat is magában foglaló számozás szerint a 16. szifonon túlra. A leszivattyúzott szakaszt feltérképezték, így bebizonyosodott, hogy a Baradla Rövid-Alsó-barlang a Baradla-barlang óriás-termi víznyelője alatti törmelékzónában ér véget. A 10. szifon utáni szakasz és a Baradla-barlang egy másik víznyelője között levegőáramlást is sikerült kimutatni, a Baradla-barlangban füsttel megjelölt levegő nagyjából 10 perc alatt megjelent az alsó barlangban. A térképek összevetése azt is megmutatta, hogy a két barlang maximum háromszáz, minimum néhány tíz méter távolságban fut egymástól, sőt a Baradla Rövid-Alsó-barlang 14. szifonjánál közvetlenül be is ér a Baradla-barlang alá, míg a végpont nagyjából 20 méterre helyezkedik el az Óriások-terme hozzá legközelebbi részétől. A Baradla Rövid-Alsó-barlangban már kevés az esély újabb járható részek feltárására, a Baradla-barlanggal kapcsolatos kutatások ma inkább a Baradla Hosszú-Alsó-barlangba való bejutásra irányulnak.
Az 1984-ben napvilágot látott, Magyarország barlangjai című könyv országos barlanglistájában szerepel az Aggteleki-karszton lévő barlang Baradla-Alsó-barlang néven Alsó-barlang és Alsó-Baradla névváltozatokkal. A listához kapcsolódóan látható az Aggteleki-karszt és a Bükk hegység barlangjainak földrajzi elhelyezkedését bemutató 1:500 000-es méretarányú térképen a barlang földrajzi elhelyezkedése. Az 1986. évi Karszt és Barlangban megjelent bibliográfia regionális bibliográfia részében szerepel a barlang Baradla-Alsó-barlang néven. Az összeállítás szerint a Karszt és Barlangban publikált írások közül 4 foglalkozik a barlanggal. Az 1987. december 31-i állapot alapján Magyarország 22. leghosszabb barlangja az 5430/2 barlangkataszteri számú, kb. 1000 m hosszú Baradla Alsó-barlang. A 23. leghosszabb barlang (Diabáz-barlang) és a 24. leghosszabb barlang (Tapolcai-tavasbarlang) szintén kb. 1000 m hosszú. Az összeállítás szerint az 1977. évi Karszt és Barlangban közölt hosszúsági listában a Baradla Rövid-Alsó-barlang kb. 400 m hosszú.
Az 1989. évi Karszt és Barlangban közölve lett, hogy a Baradla-barlangban a barlangi patak napjainkban már csak áradások alkalmával folyik végig. Az év többi részében a Baradla-barlang alatt lévő Alsó-barlang vezeti le a Jósva-völgy völgyfőjében eredő forrásokhoz a vizet. Az elmúlt években végzett víznyomjelzések kimutatták, hogy egymástól független két barlang (a Baradla Hosszú-Alsó-barlang és a Rövid-Alsó-barlang) húzódik a Baradla-barlang alatt. A két alsó barlang közül eddig csak a Baradla Rövid-Alsó-barlangot sikerült feltárni, kb. 1 km hosszúságig.
A folyóirat 1989. évi különszámában napvilágot látott ennek az utóbbi tanulmánynak az angol nyelvű változata (The caves of Hungary). Ennek a tanulmánynak a barlangleíró részében Short-Lower Cave a barlang neve. A tanulmányban van egy olyan, fekete-fehér fénykép, amelyen a Baradla Lower Cave egyik része van bemutatva. A fényképet Borzsák Péter készítette. Az angol nyelvű tanulmányhoz mellékelve megjelent egy olyan lista, amelyben Magyarország leghosszabb barlangjai vannak felsorolva. A felsorolás szerint az Aggteleki-karszton fekvő, 1000 m hosszú Baradla Rövid-Alsó-barlang (Baradla Alsó Cave) 1988-ban Magyarország 22. leghosszabb barlangja. (1977-ben a barlang 400 m hosszú volt.)
Az 1993. március–áprilisi MKBT Műsorfüzetben megjelent, hogy a KTM Természetvédelmi Hivatal egy plakátsorozat megjelenését tervezte, amelyen a magyarországi fokozottan védett barlangok szerepelnek, és ehhez diákat keresett. Előkészítés alatt állnak az Aggteleki-karszt fokozottan védett barlangjairól és a közeljövőben fokozottan védett barlangjairól készült plakátok, köztük a Baradla Alsó-barlangot ábrázoló is. Ez a barlang is csillaggal lett megjelölve, amely azt jelenti, hogy leginkább erről a barlangról keres fényképet. A barlang 1995 óta az Aggteleki-karszt és a Szlovák-karszt többi barlangjával együtt a világörökség része. A 2003-ban kiadott, Magyarország fokozottan védett barlangjai című könyvben lévő, Egri Csaba és Nyerges Attila által készített hosszúsági lista szerint az Aggteleki-karszton lévő és 5430-2 barlangkataszteri számú Baradla Rövid-Alsó-barlang Magyarország 27. leghosszabb barlangja 2002-ben. A 2002-ben kb. 1000 m hosszú barlang 1977-ben kb. 400 m és 1987-ben 1000 m hosszú volt.
A 2005-ben napvilágot látott, Magyar hegyisport és turista enciklopédia című kiadvány szerint a Baradla-Alsó-barlangok a Baradla-barlang alsó, aktív járatszintjei. Az Alsó-barlang meglétét régóta feltételezték, de csak az elmúlt négy évtizedben lett bizonyítva létezése. Víznyomjelzések, illetve a feltáró kutatások eredményei alapján jelenleg már két, egymástól független alsó szintről van tudomásunk. A források hegylábi törmelékben történő felszínre lépési helye azonos volt a jósvafői Törőfej-völgyben 218 m tszf. magasságban az 1955. évi árvíz előtt, de jelenleg kb. 10 m-re helyezkednek el egymástól. A Rövid-Alsó-barlang forrása a Táró-forrás, amely vizét a Baradla-barlang Vörös-tói-ágától É-ra lévő területről kapja.
A Jósva-forrás szökevényforrására 1957-ben hajtott tárón keresztül jutottak be a barlang első részébe. Az első szifonok lerobbantása után a búvárok többször megpróbáltak új járatot feltárni, de csak 1982-ben értek el eredményt, amikor 16 szifon vált járhatóvá a víz kiszivattyúzásával. Gutensteini és steinalmi mészkőben, néhány helyen dolomitos mészkőben alakult ki az 1 km hosszú aktív forrásbarlang. A barlang sehol sem keresztezi a Baradla-barlang főágát, a 10. szifontól gyakorlatilag azzal párhuzamosan helyezkedik el. Végpontja a Baradla-barlang Óriások-termének omladékában van. Jellemzőek a barlangra az omlásokon kívül az eróziós formák (szabályos, mintegy 2 m átmérőjű csövek) és az oldott falfelületek. Kevés cseppkőképződmény van benne. A 4. szifon után csak könnyűbúvárok számára járható a lezárt barlang.
Ember Sándor szócikke szerint Ember Sándor 1970–1971-ben az aggteleki Baradla-barlang Alsó-barlang nevű részében feltárt három szifont. Adamkó Péter szócikkében meg van említve, hogy Adamkó Péter 1983-ban részt vett a jósvafői Baradla alsó barlangja feltárásán. Hegedűs Gyula szócikkében meg van említve, hogy Hegedűs Gyula egyik jelentősebb sporteredménye a Baradla-Alsó-barlang feltárásának irányítása (1980 és 1982). Irsai Sándor szócikkében meg van említve, hogy Irsai Sándor 1973-ban a Baradla-barlang alsó barlangjában 7 szifont úszott át összesen 380 m hosszúságban. Szilágyi Ferenc szócikkében meg van említve, hogy Szilágyi Ferenc jelentős eredményeket ért el a Rövid-alsó-barlang feltárásában.
Az Aggteleki Nemzeti Park Igazgatóság működési területén lévő, 5430/2 nyilvántartási számú Baradla Rövid-Alsó-barlang, 2006. február 28-tól, a környezetvédelmi és vízügyi miniszter 8/2006. KvVM utasítása szerint, megkülönböztetett védelmet igénylő barlang. A 2006. évi Vespertilioban közölt tanulmány szerint a jósvafői Baradla cave: Rövid-Alsó nevű barlangban 2004. január 15-én Boldogh Sándor és Barti Levente megfigyeltek két kis patkósdenevért. 2004. szeptember 1-jén a jósvafői Alsó-Baradla cave nevű barlangban Boldogh Sándor észlelt egy vízi denevért és a jósvafői Alsó-Baradla nevű barlang bejáratánál két nagy patkósdenevért. 2007. március 8-tól a környezetvédelmi és vízügyi miniszter 3/2007. (I. 22.) KvVM rendelete szerint az Aggteleki Nemzeti Park Igazgatóság működési területén lévő Baradla Rövid-Alsóbarlang a búvároktatásra igénybe vehető barlangok körébe és a látogatási célú barlangi búvármerülésre igénybe vehető barlangok körébe tartozik. Első zárt (4. számú) szifonja gyakorisági korlátozás nélkül használható búvároktatásra és látogatási célú barlangi búvármerülésre.
Az Aggteleki Nemzeti Park Igazgatóság működési területén lévő, 5430-2 kataszteri számú Baradla Rövid-Alsó-barlang, 2012. február 25-től, a vidékfejlesztési miniszter 4/2012. (II. 24.) VM utasítása szerint, megkülönböztetetten védett barlang. 2013. július 19-től a vidékfejlesztési miniszter 58/2013. (VII. 11.) VM rendelete szerint a Baradla Rövid-Alsó-barlang (Aggteleki Nemzeti Park Igazgatóság működési területe) az igazgatóság hozzájárulásával látogatható. 2021. május 10-től az agrárminiszter 17/2021. (IV. 9.) AM rendelete szerint a Baradla Rövid-Alsó-barlang (Aggteleki Nemzeti Park Igazgatóság működési területe) az igazgatóság engedélyével látogatható. A 13/1998. (V. 6.) KTM rendelet egyidejűleg hatályát veszti. A barlang első zárt (4. számú) szifonja nem kutatási célú barlangi búvármerülésre igénybe vehető (legfeljebb 10 fő/nap).